# Kryštof Tausch
Kryštof Tausch, také Christoph Tausch, SJ (25. prosince 1673 Innsbruck – 4. listopad 1731 Nisa) byl člen řádu Tovaryšstva Ježíšova, malíř a architekt vrcholného baroka, činný v Rakousku, v Čechách a ve Slezsku. 

## Život a dílo
Ve 22 letech ve  Vídni vstoupil do jezuitského řádu. V malbě a architektuře byl od roku 1702 žákem Andrey Pozza, nastudoval rovněž jeho traktát Perspectiva pictorum et architectorum. V letech 1704 až 1708 pracoval jako Pozzův asistent na nástropních malbách Lichtenštejnského paláce ve Vídni-Rossau. 
Podle Pozzova návrhu až po jeho smrti († 1709) vytvořil výzdobu jezuitského probačního kostela sv. Anny ve Vídni a v prosinci roku 1709 dostal od generála řádu povolení odcestovat do Prahy, kde v roce 1710 začal malovat fresku Svatba v Káni galilejské na východní stěně refektáře (nyní Všeobecná studovna Národní knihovny ČR. V roce 1712 byl pravděpodobně již hotov, protože odcestoval do Pasova, kde vytvořil malbu na hlavní oltář jezuitského kostela sv. Michaela archanděla. 
V roce 1722 jej vratislavský biskup František Ludvík Neuburský pověřil návrhem interiéru jezuitského kostela ve Vratislavi. Architektura hlavního oltáře, navržená Tauschem, byla postavena v letech 1722 až 1724. V roce 1725 Tausch namaloval oltářní obraz Obřízka Krista. Ve stejném roce na biskupovo přání prostudoval plány vypracované Balthasarem Neumannem na přestavbu zámku Mergentheim, který sloužil jako sídlo Řádu německých rytířů. František Ludvík Neuburský byl tehdy velmistrem řádu.
Další velké zakázky Tausch dostal ve slezském biskupském městě Nisa, kde se usadil a byl jmenován hlavním stavebním úředníkem knížete-biskupa. V letech 1722 až 1725 zde postavil budovu jezuitské koleje a od roku 1724 špitál Nejsvětější Trojice. Byla to majestátní budova, která byla dokončena teprve za biskupa Filipa Ludvíka ze Sinzendorfu v roce 1733 a byla zničena již během pruského obléhání Nisy v první slezské válce v roce 1741. Tausch zastával také funkci vrchního stavebního inspektora pro českou provincii Řádu německých rytířů, takže mu veškeré výtvarné zakázky musely být předkládány k posouzení. V letech 1727 až 1729 byl podle jeho plánů postaven hlavní oltář jezuitského kostela Nanebevzetí Panny Marie v Kladsku.